# Convento de las Trinitarias (Burgos)

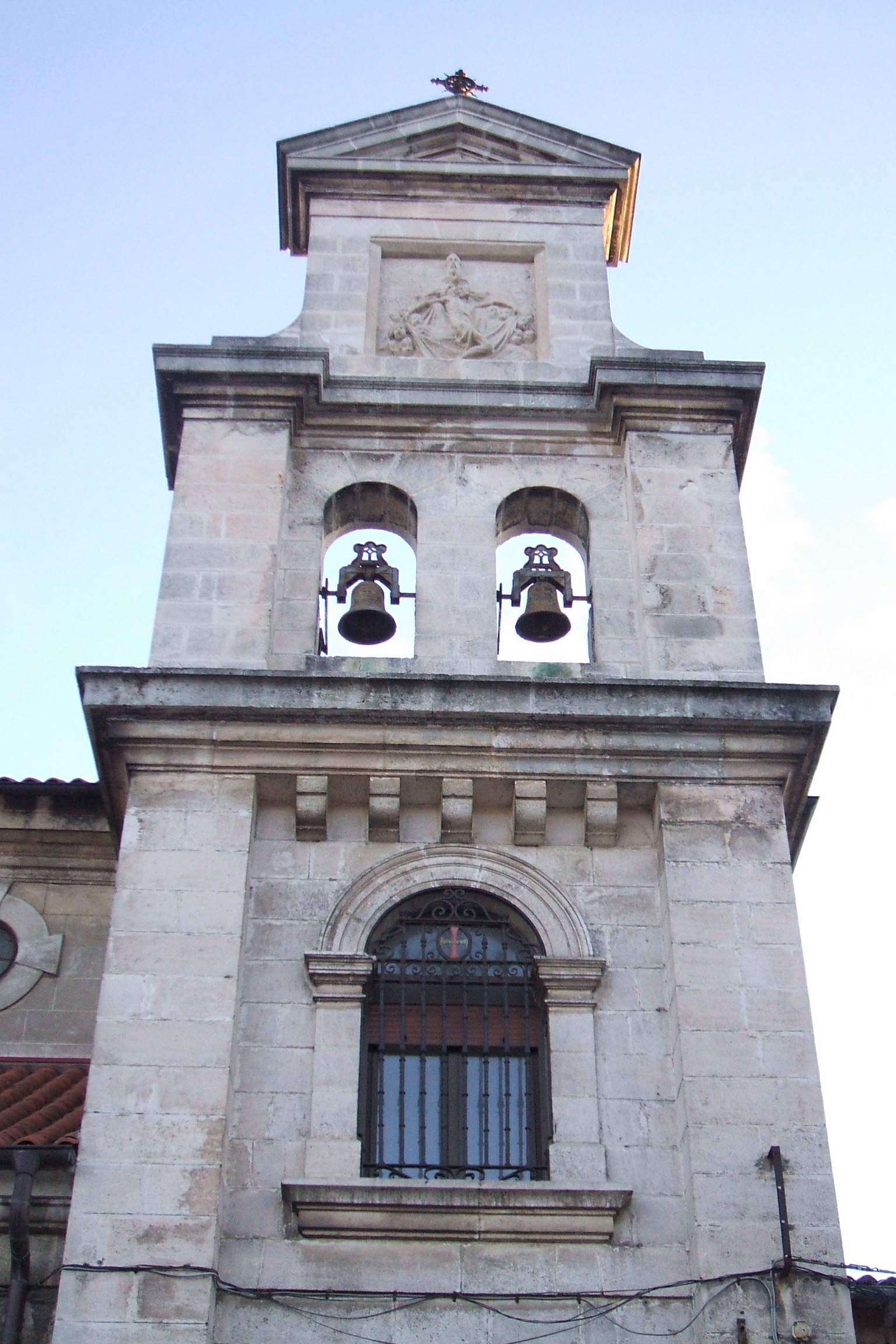
Espadaña con relieve en el cuerpo superior

El Convento de las Trinitarias de Burgos es un cenobio de Trinitarias contemplativas sito en la Plaza de Santa Teresa de la capital burgalesa (Comunidad de Castilla y León, España).

## Historia

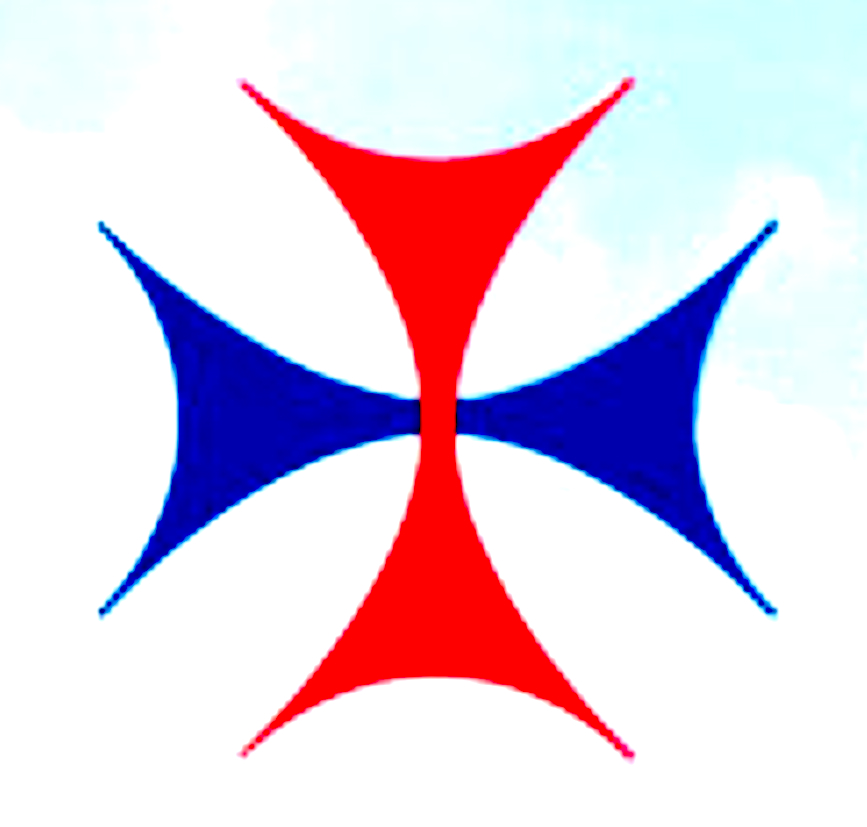
Cruz de la Orden Trinitaria, usada hasta el

El convento primitivo fue fundado en 1334 y entre 1642 y 1645 fue trasladado a una casa en la actual zona de Correos transformándola en convento. Esta fábrica fue destruida casi completamente durante la Guerra de Independencia tras la cual se reconstruyó rápidamente en 1828 un edificio práctico sin mucho valor artístico.
Tras la Revolución de 1868 el convento fue exclaustrado y en 1871 se instaló en la iglesia el Museo Arqueológico Provincial pero en 1874 el edificio fue devuelto a las monjas trasladándose el Museo al Arco de Santa María.
En 1917 seguramente por razones de espacio y urbanismo la comunidad religiosa se trasladó al emplazamiento actual tras ser derruido el convento.

## Iglesia
La espadaña de la iglesia tiene un relieve realizado en 1926 por Fortunato Julián. En el interior hay una interesante obra de Marceliano Santa María, también de 1926.

## Horario de ceremonias religiosas
- Laborables: misa a las 8:00 horas.
- Festivos: misa a las 8:45 horas.

Desde diciembre de 2014, la Parroquia Ortodoxa Rumana Santos Apóstoles Pedro y Pablo de Burgos (Metropolía Ortodoxa Rumana de Europa Occidental y Meridional) celebra su culto en la iglesia del convento de las Trinitarias (sábado a las 18:00 h. y domingo a las 10:00 h.).